# 六郷村 (静岡県)
六郷村（ろくごうむら）は、静岡県小笠郡にあった村。現在の菊川市六郷地区にあたる。

## 歴史
- 1889年（明治22年）4月1日 - 町村制の施行により、以下の6ヶ村が合併し、城東郡六郷村となる。
  - 半済村、本所村、神尾村、牛渕村、小沢村、小出村
- 1896年（明治29年）4月1日 - 城東郡と佐野郡が統合され小笠郡六郷村となる。
- 1954年（昭和29年）1月1日 - 菊水ブロックを構成していた堀之内町、加茂村、内田村、横地村と合併して菊川町を設置。六郷村消滅。

## 現在
現在は菊川市六郷地区であり、以下の27自治会で構成されている。
五丁目上 ‐ 五丁目下 ‐ 打上 ‐ 日之出町二丁目 ‐ 上本所上 ‐ 上本所下 ‐ 島 ‐ 下本所 ‐ 下半済 ‐ 小出 ‐ 神尾上 ‐ 神尾下 ‐ 牛渕上 ‐ 牛渕下 ‐ 牧之原上 ‐ 牧之原下 ‐ 上本所団地 ‐ 雇用促進第1 ‐ 雇用促進第2 ‐ 宮下 ‐ ○青葉台一丁目 ‐ 青葉台二丁目 ‐ 青葉台三丁目 ‐ 仲島 ‐ 県営住宅 ‐ 虹の丘 ‐ つつじヶ丘
六郷の名称は旧六郷村域を示す地域名として、地区センターや小学校の名称にも使用されている。